# Hisamitsu Springs 2013-2014
Questa voce raccoglie le informazioni riguardanti le Hisamitsu Springs nella stagione 2013-2014.

## Stagione
La stagione 2013-2014 è la ventunesima in massima serie per le Hisamitsu Springs. La squadra resta grosso modo identica a quella che aveva dominato tutte le competizioni nella stagione precedente: è da segnalare solo la partenza della brasiliana Elisangela de Souza, sostituita dalla connazionale Cibele Barboza, oltre che l'ingaggio di due giovani provenienti dalle scuole superiori.
In campionato la squadra fa registrare una partenza piuttosto lenta, centrando quattro successi in sette incontri al primo round. Al secondo round arrivano al cinque successi e due sconfitte, contro le Toray Arrows e l'Hitachi Rivale. Dopo di che la squadra cambia marcia, aggiudicandosi tutti i restanti incontri di regular season, centrando il primo posto in classifica. Ai play-off le Hisamitsu Spring superano il girone qualificandosi alla finale scudetto dopo le prime due partite, grazie ai successi per 3-0 sulle Toyota Queenseis e le Toray Arrows, per poi cedere con lo stesso risultato alle Okayama Seagulls nel terzo incontro, qualificandosi come seconda classificata; nella finale scudetto però sono le Hisamitsu Springs a trionfare, vincendo il secondo scudetto consecutivo, che è anche il quarto nella storia del club.
In ambito nazionale la squadra centra anche la vittoria della Coppa dell'Imperatrice, grazie ad una cavalcata trionfale dal secondo turno fino alla finale, vinta sempre sulle Okayama Seagulls, lasciando per strada un solo set. Grazie alla vittoria dello scudetto il club si qualifica al campionato asiatico per club, dovendo perciò rinunciare alla disputa del Torneo Kurowashiki a causa della concomitanza delle date dei due tornei: nel torneo continentale arriva ancora una volta trionfo, questa volta senza lasciare alcun set per strada, permettendo alle Hisamitsu Springs di portare per la seconda volta in bacheca il trofeo. Questo nuovo successo qualifica a sua volta la squadra alla Coppa del Mondo per club, dove tuttavia esce sconfitta in entrambe le gare del girone, chiudendo in quinta posizione.
Tra le giocatrici l'intero sestetto titolare fa incetta di premi individuali nel corso della stagione. In particolare si distinguono Risa Shinnabe e Miyu Nagaoka, rispettivamente MVP della V.Premier League e del campionato asiatico per club.

## Organigramma societario
Area direttiva
- Presidente: Akira Kayashima
- General manager: Takenori Kobayakawa
- Manager: Kozue Hiritani

Area tecnica
- Allenatore: Kumi Nakada
- Assistente allenatore: Toshihide Nonaka, Shun Toyokihara
- Scout: Fumiya Nakamura

## Rosa
| N° | Nome            | Ruolo | Data di nascita   | Nazionalità sportiva |
| -- | --------------- | ----- | ----------------- | -------------------- |
| 1  | Miyu Nagaoka    | S     | 25 luglio 1991    | Giappone             |
| 2  | Chizuru Kotō    | P     | 8 settembre 1982  | Giappone             |
| 3  | Risa Shinnabe   | S     | 11 luglio 1990    | Giappone             |
| 4  | Nana Iwasaka    | C     | 3 luglio 1990     | Giappone             |
| 5  | Yumi Mizuta     | C     | 30 novembre 1986  | Giappone             |
| 6  | Yuki Ishii      | S     | 8 maggio 1991     | Giappone             |
| 7  | Mihoko Tsutsui  | S     | 6 dicembre 1985   | Giappone             |
| 8  | Rika Nomoto     | S     | 21 settembre 1991 | Giappone             |
| 9  | Kanako Hirai    | C     | 15 aprile 1984    | Giappone             |
| 10 | Kotoki Zayasu   | L     | 11 gennaio 1990   | Giappone             |
| 11 | Maiko Kanō      | P     | 15 luglio 1988    | Giappone             |
| 12 | Mizuki Minami   | P     | 19 febbraio 1993  | Giappone             |
| 13 | Shiori Murata   | S     | 23 giugno 1992    | Giappone             |
| 14 | Cibele Barboza  | S     | 16 luglio 1981    | Brasile              |
| 15 | Misaki Handa    | C     | 28 aprile 1993    | Giappone             |
| 16 | Kanae Yoshimaru | C     | 3 agosto 1994     | Giappone             |
| 17 | Miku Nanba      | S     | 6 dicembre 1994   | Giappone             |
| 18 | Mana Toe        | L     | 18 maggio 1994    | Giappone             |
| 20 | Sayaka Tsutsui  | L     | 29 agosto 1992    | Giappone             |
| 22 | Mizuho Ishida   | S     | 22 gennaio 1988   | Giappone             |
| 23 | Risa Ishibashi  | C     | 3 febbraio 1990   | Giappone             |

## Mercato
| Acquisti | Acquisti       | Acquisti      | Acquisti   |
| R.       | Nome           | da            | Modalità   |
| -------- | -------------- | ------------- | ---------- |
| S        | Cibele Barboza | Pinheiros     | definitivo |
| S        | Miku Nanba     | Liceo Sumano  | definitivo |
| L        | Mana Toe       | Liceo Ryukoku | definitivo |

| Cessioni | Cessioni            | Cessioni        | Cessioni   |
| R.       | Nome                | a               | Modalità   |
| -------- | ------------------- | --------------- | ---------- |
| S/O      | Elisangela de Souza | Amigos do Vôlei | definitivo |

## Risultati

### V.Premier League

#### Regular season

##### 1º turno
| 1ª giornata - 30 novembre 2013 ?, ? | Hisamitsu Springs | 3 - 0 | Toray Arrows      | 25-23, 25-20, 25-13               |
| 2ª giornata - 1º dicembre 2013 ?, ? | Hisamitsu Springs | 2 - 3 | Toyota Queenseis  | 20-25, 25-16, 24-26, 25-18, 21-23 |
| 3ª giornata - 7 dicembre 2013 ?, ?  | Hisamitsu Springs | 3 - 2 | Okayama Seagulls  | 25-21, 10-25, 25-12, 19-25, 15-11 |
| 4ª giornata - 8 dicembre 2013 ?, ?  | Hisamitsu Springs | 3 - 2 | NEC Red Rockets   | 17-25, 20-25, 25-17, 25-23, 15-8  |
| 5ª giornata - 21 novembre 2013 ?, ? | Hisamitsu Springs | 2 - 3 | Hitachi Rivale    | 26-28, 25-20, 27-25, 20-25, 14-16 |
| 6ª giornata - 22 dicembre 2013 ?, ? | Hisamitsu Springs | 2 - 3 | JT Marvelous      | 25-22, 18-25, 25-15, 21-25, 14-16 |
| 7ª giornata - 11 gennaio 2014 ?, ?  | Hisamitsu Springs | 3 - 0 | Pioneer Red Wings | 25-20, 25-21, 25-14               |

##### 2º turno
| 8ª giornata - 12 gennaio 2014 ?, ?   | Hisamitsu Springs | 3 - 2 | NEC Red Rockets   | 25-14, 22-25, 21-25, 25-15, 15-11 |
| 9ª giornata - 18 gennaio 2014 ?, ?   | Hisamitsu Springs | 1 - 3 | Toray Arrows      | 19-25, 25-17, 23-25, 13-25        |
| 10ª giornata - 19 gennaio 2014 ?, ?  | Hisamitsu Springs | 0 - 3 | Hitachi Rivale    | 13-25, 16-25, 22-25               |
| 11ª giornata - 25 gennaio 2014 ?, ?  | Hisamitsu Springs | 3 - 0 | JT Marvelous      | 25-21, 25-18, 25-19               |
| 12ª giornata - 26 gennaio 2014 ?, ?  | Toyota Queenseis  | 1 - 3 | Hisamitsu Springs | 15-25, 25-18, 14-25, 22-25        |
| 13ª giornata - 1º febbraio 2014 ?, ? | Hisamitsu Springs | 3 - 1 | Okayama Seagulls  | 25-18, 27-25, 20-25, 25-20        |
| 14ª giornata - 2 febbraio 2014 ?, ?  | Hisamitsu Springs | 3 - 0 | Pioneer Red Wings | 25-17, 25-20, 25-14               |

##### 3º turno
| 15ª giornata - 8 febbraio 2014 ?, ?  | Hisamitsu Springs | 3 - 0 | NEC Red Rockets   | 25-22, 25-14, 25-22 |
| 16ª giornata - 9 febbraio 2014 ?, ?  | Hisamitsu Springs | 3 - 0 | Hitachi Rivale    | 33-31, 25-20, 25-15 |
| 17ª giornata - 15 febbraio 2014 ?, ? | Hisamitsu Springs | 3 - 0 | JT Marvelous      | 25-17, 25-19, 25-21 |
| 18ª giornata - 16 febbraio 2014 ?, ? | Okayama Seagulls  | 0 - 3 | Hisamitsu Springs | 18-25, 20-25, 10-25 |
| 19ª giornata - 22 febbraio 2014 ?, ? | Pioneer Red Wings | 0 - 3 | Hisamitsu Springs | 25-27, 13-25, 13-25 |
| 20ª giornata - 23 febbraio 2014 ?, ? | Hisamitsu Springs | 3 - 0 | Toray Arrows      | 25-21, 25-22, 25-16 |
| 21ª giornata - 1º marzo 2014 ?, ?    | Hisamitsu Springs | 3 - 0 | Toyota Queenseis  | 25-19, 25-19, 25-15 |

##### 4º turno
| 22ª giornata - 2 marzo 2014 ?, ?  | Hisamitsu Springs | 3 - 1 | Toray Arrows      | 25-18, 22-25, 25-21, 25-20       |
| 23ª giornata - 8 marzo 2014 ?, ?  | Hisamitsu Springs | 3 - 1 | NEC Red Rockets   | 25-11, 18-25, 25-23, 25-23       |
| 24ª giornata - 9 marzo 2014 ?, ?  | Okayama Seagulls  | 0 - 3 | Hisamitsu Springs | 19-25, 19-25, 14-25              |
| 25ª giornata - 15 marzo 2014 ?, ? | Hisamitsu Springs | 3 - 1 | Pioneer Red Wings | 25-16, 25-15, 13-25, 25-19       |
| 26ª giornata - 16 marzo 2014 ?, ? | Hitachi Rivale    | 0 - 3 | Hisamitsu Springs | 22-25, 16-25, 28-30              |
| 27ª giornata - 21 marzo 2014 ?, ? | Hisamitsu Springs | 3 - 0 | Toyota Queenseis  | 25-20, 25-15, 25-12              |
| 28ª giornata - 22 marzo 2014 ?, ? | Hisamitsu Springs | 3 - 2 | JT Marvelous      | 25-17, 16-25, 25-20, 15-25, 15-7 |

##### Round-robin
| 1ª giornata - 28 marzo 2014 ?, ? | Hisamitsu Springs | 3 - 0 | Toyota Queenseis | 25-12, 25-19, 25-17 |
| 2ª giornata - 29 marzo 2014 ?, ? | Hisamitsu Springs | 3 - 0 | Toray Arrows     | 25-18, 25-23, 25-16 |
| 3ª giornata - 30 marzo 2014 ?, ? | Hisamitsu Springs | 0 - 3 | Okayama Seagulls | 20-25, 17-25, 23-25 |

##### Finale 1º posto
| Gara unica - 12 aprile 2014 ?, ? | Okayama Seagulls | 1 - 3 | Hisamitsu Springs | 18-25, 14-25, 25-20, 15-25 |

### Coppa dell'Imperatrice

#### Fase ad eliminazione diretta
| Secondo turno - 12 dicembre 2013 Tokyo Metropolitan Gymnasium, Tokyo    | Hisamitsu Springs | 3 - 0 | Shoin University | 25-23, 25-15, 25-15        |
| Quarti di finale - 13 dicembre 2013 Tokyo Metropolitan Gymnasium, Tokyo | Hisamitsu Springs | 3 - 1 | Hitachi Rivale   | 25-22, 25-15, 23-25, 33-31 |
| Semifinale - 14 dicembre 2013 Tokyo Metropolitan Gymnasium, Tokyo       | Hisamitsu Springs | 3 - 0 | NEC Red Rockets  | 25-20, 25-17, 27-25        |
| Finale - 15 dicembre 2013 Tokyo Metropolitan Gymnasium, Tokyo           | Hisamitsu Springs | 3 - 0 | Okayama Seagulls | 25-22, 26-24, 25-16        |

### Campionato asiatico per club

#### Fase a gironi
| 18 aprile 2014 - Gara 1 Nakhon Pathom Gym, Nakhon Pathom | Thông Post Bank   | 0 - 3 | Hisamitsu Springs | 8-25, 14-25, 16-25  |
| 19 aprile 2014 - Gara 2 Nakhon Pathom Gym, Nakhon Pathom | Matin Varamin     | 0 - 3 | Hisamitsu Springs | 13-25, 14-25, 9-25  |
| 21 aprile 2014 - Gara 3 Nakhon Pathom Gym, Nakhon Pathom | Hisamitsu Springs | 3 - 0 | Nakhon Ratchasima | 25-18, 25-18, 25-21 |

#### Fase ad eliminazione diretta
| 23 aprile 2014 - Quarti di finale Nakhon Pathom Gym, Nakhon Pathom | Hisamitsu Springs | 3 - 0 | PLDT    | 25-7, 25-13, 25-12  |
| 24 aprile 2014 - Semifinale Nakhon Pathom Gym, Nakhon Pathom       | Hisamitsu Springs | 3 - 0 | Žetysu  | 25-22, 25-14, 25-14 |
| 25 aprile 2014 - Finale Nakhon Pathom Gym, Nakhon Pathom           | Hisamitsu Springs | 3 - 0 | Tianjin | 25-19, 25-16, 25-19 |

### Coppa del Mondo per club

#### Fase a gironi
| 7 maggio 2014 - Gara 1 Saalsporthalle, Zurigo | Osasco       | 3 - 1 | Hisamitsu Springs | 25-12, 20-25, 25-18, 25-22 |
| 8 maggio 2014 - Gara 2 Saalsporthalle, Zurigo | Dinamo-Kazan | 3 - 1 | Hisamitsu Springs | 22-25, 25-22, 25-22, 25-18 |

## Statistiche

### Statistiche di squadra
| Competizione                 | Punti | In casa | In casa | In casa | In trasferta | In trasferta | In trasferta | Campo neutro | Campo neutro | Campo neutro | Totale | Totale | Totale |
| Competizione                 | Punti | G       | V       | P       | G            | V            | P            | G            | V            | P            | G      | V      | P      |
| ---------------------------- | ----- | ------- | ------- | ------- | ------------ | ------------ | ------------ | ------------ | ------------ | ------------ | ------ | ------ | ------ |
| V.Premier League             | 46    | ?       | ?       | ?       | ?            | ?            | ?            | ?            | ?            | ?            | 32     | 26     | 6      |
| Coppa dell'Imperatrice       | -     | -       | -       | -       | -            | -            | -            | 4            | 4            | 0            | 4      | 4      | 0      |
| Campionato asiatico per club | -     | -       | -       | -       | -            | -            | -            | 6            | 6            | 0            | 6      | 6      | 0      |
| Coppa del Mondo per club     | -     | -       | -       | -       | -            | -            | -            | 2            | 0            | 2            | 2      | 0      | 2      |
| Totale                       | -     | ?       | ?       | ?       | ?            | ?            | ?            | 12           | 10           | 2            | 44     | 36     | 8      |

G = partite giocate; V = partite vinte; P = partite perse

### Statistiche dei giocatori
| C. Barboza   | 18 | 45  | 42  | 3  | 0  | Statistiche assenti | Statistiche assenti | Statistiche assenti | Statistiche assenti |
| M. Handa     | ?  | ?   | ?   | ?  | ?  | Statistiche assenti | Statistiche assenti | Statistiche assenti | Statistiche assenti |
| K. Hirai     | 31 | 242 | 177 | 55 | 10 | Statistiche assenti | Statistiche assenti | Statistiche assenti | Statistiche assenti |
| R. Ishibashi | 29 | 14  | 4   | 5  | 5  | Statistiche assenti | Statistiche assenti | Statistiche assenti | Statistiche assenti |
| M. Ishida    | 32 | 186 | 165 | 13 | 8  | Statistiche assenti | Statistiche assenti | Statistiche assenti | Statistiche assenti |
| Y. Ishii     | 31 | 345 | 293 | 35 | 17 | Statistiche assenti | Statistiche assenti | Statistiche assenti | Statistiche assenti |
| N. Iwasaka   | 32 | 254 | 138 | 98 | 18 | Statistiche assenti | Statistiche assenti | Statistiche assenti | Statistiche assenti |
| M. Kanō      | 30 | 11  | 1   | 6  | 4  | Statistiche assenti | Statistiche assenti | Statistiche assenti | Statistiche assenti |
| C. Kotō      | 32 | 55  | 18  | 22 | 15 | Statistiche assenti | Statistiche assenti | Statistiche assenti | Statistiche assenti |
| M. Minami    | 1  | 0   | 0   | 0  | 0  | Statistiche assenti | Statistiche assenti | Statistiche assenti | Statistiche assenti |
| Y. Mizuta    | 32 | 54  | 46  | 8  | 0  | Statistiche assenti | Statistiche assenti | Statistiche assenti | Statistiche assenti |
| S. Murata    | 9  | 0   | 0   | 0  | 0  | Statistiche assenti | Statistiche assenti | Statistiche assenti | Statistiche assenti |
| M. Nagaoka   | 30 | 454 | 410 | 31 | 13 | Statistiche assenti | Statistiche assenti | Statistiche assenti | Statistiche assenti |
| M. Nanba     | 4  | 0   | 0   | 0  | 0  | Statistiche assenti | Statistiche assenti | Statistiche assenti | Statistiche assenti |
| R. Nomoto    | 26 | 113 | 101 | 12 | 0  | Statistiche assenti | Statistiche assenti | Statistiche assenti | Statistiche assenti |
| R. Shinnabe  | 30 | 361 | 299 | 42 | 20 | Statistiche assenti | Statistiche assenti | Statistiche assenti | Statistiche assenti |
| M. Toe       | 8  | 0   | 0   | 0  | 0  | Statistiche assenti | Statistiche assenti | Statistiche assenti | Statistiche assenti |
| M. Tsutsui   | 28 | 0   | 0   | 0  | 0  | Statistiche assenti | Statistiche assenti | Statistiche assenti | Statistiche assenti |
| S. Tsutsui   | 32 | 0   | 0   | 0  | 0  | Statistiche assenti | Statistiche assenti | Statistiche assenti | Statistiche assenti |
| K. Yoshimaru | 1  | 0   | 0   | 0  | 0  | Statistiche assenti | Statistiche assenti | Statistiche assenti | Statistiche assenti |
| K. Zayasu    | 4  | 0   | 0   | 0  | 0  | Statistiche assenti | Statistiche assenti | Statistiche assenti | Statistiche assenti |

P = presenze; PT = punti totali; AV = attacchi vincenti; MV = muri vincenti; BV = battute vincenti